# Itame vinctaria
Itame vinctaria là một loài bướm đêm trong họ Geometridae.